# 富山県道・石川県道76号氷見惣領志雄線
富山県道・石川県道76号氷見惣領志雄線（とやまけんどう・いしかわけんどう76ごう ひみそうりょうしおせん）は、富山県氷見市と石川県羽咋郡宝達志水町を結ぶ県道（主要地方道）である。

## 概要
富山県呉西北部の氷見市と石川県口能登の羽咋郡宝達志水町を結ぶ。重複区間が多く、3つの県道が重複する。石川県内においては全区間が石川県道29号高岡羽咋線と重複し、県道76号を示す県道番号標識などの案内標識は存在しない。

### 路線データ
- 起点：富山県氷見市伊勢大町2丁目36番の1（八幡橋交差点、国道415号交点）
- 終点：石川県羽咋郡宝達志水町萩市リ58番1地先（子浦交差点、国道159号交点）

## 現況
車道は概ね、両側2車線（片側1車線）の幅員であるが、富山県氷見市鞍骨の一部や石川県羽咋郡宝達志水町子浦（しお）では狭小な区間がある。富山県氷見市富山県道・石川県道29号高岡羽咋線と重複している宝達志水町所司原の下石ダムのダム湖に沿った区間には、降雨・降雪時の危険防止やローリング族のためにグルービングが施されている。
歩道は富山県側に多く設けられている。具体的には、起点から氷見市万尾の富山県道70号万尾脇方線交点まで、同市布施から同市深原、同市飯久保の寺飯久保公民館から同市惣領の集落東端部、同市惣領の鞍骨川に架かる新惣領橋詰から仏生寺保育園周辺部、同市岩瀬地内、および石川県羽咋郡宝達志水町子浦の聖川交差点から同町子浦の中央公園までの区間である。このうち、車道両脇に設置されているのは起点から氷見市十二町（清水）までの区間と石川県羽咋郡宝達志水町子浦の聖川交差点から同町子浦の中央公園までの区間である。

## 歴史
- 1977年（昭和52年）[1]3月1日：路線認定。
- 1985年（昭和60年）時点での富山県側の路線番号は「50」であった[2]。
- 1993年（平成5年）5月11日 - 建設省から、県道氷見惣領志雄線が氷見惣領志雄線として主要地方道に指定される[3]。

## 路線状況

### 重複区間
- 富山県道296号仏生寺太田線（富山県氷見市飯久保 - 富山県氷見市惣領）
- 富山県道64号高岡氷見線（富山県氷見市惣領 - 富山県氷見市触坂）
- 富山県道・石川県道29号高岡羽咋線（富山県氷見市岩瀬 - 石川県羽咋郡宝達志水町萩市・子浦交差点：終点）

## 地理

### 通過する自治体
- 富山県
  - 氷見市
- 石川県
  - 羽咋郡宝達志水町

### 交差する道路
- 国道415号（富山県氷見市伊勢大町・八幡橋交差点、起点）
- 国道160号（氷見市朝日丘・朝日丘交差点）
- 氷見広域農道（氷見スーパー農道）（氷見市万尾・万尾交差点）
- 富山県道70号万尾脇方線（氷見市万尾）
- 富山県道296号仏生寺太田線（氷見市飯久保）
- 能越自動車道 氷見南インターチェンジ
- 富山県道64号高岡氷見線（富山県道296号仏生寺太田線 重複）（氷見市惣領）
- 富山県道362号桑ノ院赤毛線（氷見市桑院）
- 富山県道64号高岡氷見線（氷見市触坂）
- 富山県道29号高岡羽咋線（氷見市岩瀬）
- 石川県道305号所司原神子原線（石川県羽咋郡宝達志水町所司原）
- 石川県道300号氷見志雄線、羽咋広域農道（宝達志水町散田・散田交差点）
- 国道159号・石川県道29号高岡羽咋線（宝達志水町萩市・子浦交差点、終点）

### 沿線にある施設など
- 日本海
  - 富山湾
- 富山県高岡土木センター 氷見土木事務所
- 氷見公共職業安定所（ハローワーク氷見）
- 十二町潟
- 仏生寺川
- 万尾川：上記1湖および2河川は絶滅危惧種で国指定の天然記念物であるイタセンパラの生息地
- 十二町潟水郷公園
  - 万葉植物園
  - 十二町潟オニバス発生地：絶滅危惧種で国指定の天然記念物であるオニバスの発生地
- 氷見市立十二町小学校
- 飯久保城
- 飯久保の瓢箪石：国指定の天然記念物
- 光久寺：「光久寺の茶庭」は富山県指定文化財
- 氷見市クリーンセンター
- 氷見市立久目小学校
- 老谷の大つばき：富山県指定天然記念物
- 子浦川
- 所司原キャンプ場
- 下石ダム
- 新宮温泉
- 散田金谷古墳（国指定史跡）
  - 志乎・桜の里古墳公園
  - 古墳の湯（日帰り入浴施設、2025年3月末で営業終了[4][注釈 1]
- 志雄運動公園
- 宝達志水町役場 志雄庁舎
- 宝達志水町立志雄小学校
- 町立宝達志水病院